# Camille Sauvage
Camille André Sauvage (Pseudonyme: Eric Framond und Willy Lee; * 4. April 1910 in Ferrière-la-Petite, Nord-Pas-de-Calais; † 30. Oktober 1981 in Paris) war ein französischer Klarinettist, Bandleader, Filmkomponist und Arrangeur.

## Leben
Sauvages Vater war Eisenbahningenieur. Camille begann schon früh, Violine zu spielen und absolvierte eine klassische Musikausbildung am Konservatorium von Valenciennes und anschließend am Conservatoire de Paris. Anfang der 1940er Jahre begann er sich für den amerikanischen Jazz zu interessieren und spielte als Saxophonist und Klarinettist in den Orchestern von Ray Ventura und Raymond Legrand (1943/44). Dabei arbeitete er mit Jazzmusikern wie Hubert Rostaing, Noël Chiboust, Aimé Barelli, André Paquinet, Loulou Gasté, Armand Molinetti und Michel Warlop. Mit einer eigenen Band ging er nach Kriegsende auf Tourneen durch Nordfrankreich und Belgien. Auf dem französischen Label Pacific erschien um 1946 der Titel Seven Come Eleven (Pacific JF 6.001), eingespielt von Camille Sauvage & son Orchestre. Auf Odeon veröffentlichte er seine Coverversion des Glenn-Miller-Hits In the Mood und die Vokalnummer Slim Boogie (Odeon 281739)  Das weitere Repertoire seiner Odeon-Aufnahmen bestand aus heiteren Nummern wie Hello, baby Mademoiselle, Fifi jaune d'oeuf oder Sous le ciel bleu du Texas. 
Sauvage gründete 1947 ein Tanzorchester; 1948 trat er in den RTF-Radiosendungen Surprise-party auf und hatte zwischen 1948 und 1953 Erfolg mit Titeln wie Oh! Venez au Vénéuzela, Ah! Qu'elle est belle ma chanson, La mi-août, Un petit coup de rouge, Bella Musica oder Marie s'promène, die er ab 1951 für Philips, ab 1954 für RCA Records und Columbia Records aufnahm. Ab den 1950er Jahren spielte sein Orchester eine Mischung aus Easy Listening, Latin-, Soul-, Pop- und Jazzmusik. Ende der 1950er Jahre musste er das Orchester aufgeben. In den 1960er Jahren bezog Sauvage bei seinen Plattenproduktionen vermehrt elektrisch verstärkte Instrumente ein. Ferner komponierte er zahlreiche Filmmusiken, u. a. für Filme wie Le hasard mène l'enquête (1951), Chaque minute compte (1960), L'assassin viendra ce soir (1962) oder La Malédiction de Belphégor (1967). Für mehrere Soundtracks wie von Adventures of a Private Eye (1977) experimentierte er auch mit elektronischer Musik. Für das Label Editions Montparnasse 2000 nahm er eine Reihe von Schallplatten auf, die als Hintergrundmusik für Radio, Fernsehen und Kino bestimmt waren.

## Filmografie (Auswahl)
- 1955: Nachts auf dem Montmartre (Les nuits de Montmartre)
- 1960: Die Spur führt nach Caracas (Le bal des espions)
- 1960: Die Mädchenhändler von Paris (Chaque minute compte)
- 1965: Der unheimliche Mörder (Sursis pour un espion)
- 1969: Wilde Spiele – Heiße Mädchen (Trafic de filles )
- 1970: In den Krallen des Unsichtbaren, ursprünglich vorgesehener Titel La vie amoureuse de l'homme invisible, französischer Originaltitel: Orloff et L’Homme invisible, spanisch Orloff y el Hombre invisible[1]
- 1971: Frustration
- 1976: Paris intim (Paris porno)